# Rudolf Grossmann (Romanist)
Rudolf Grossmann (* 1. Juli 1892 in Rosario; † 19. Februar 1980 in Hamburg) war ein deutscher Romanist und Hispanist an der Universität Hamburg.

## Leben und Werk
Der Kaufmannssohn Grossmann, der in Argentinien geboren und aufgewachsen war, kam 1906 nach Deutschland. Er studierte ab 1910 in Marburg, München und Leipzig bis zur Promotion 1920 in Leipzig. 1919 trat er als wissenschaftlicher Referent in das Iberoamerikanische Institut der Universität Hamburg ein, das von Bernhard Schädel geleitet wurde, und habilitierte sich dort 1925. Er lehrte dann romanische Philologie und lateinamerikanische Kulturgeschichte am Romanischen Seminar und wurde stellvertretender Direktor des Instituts. 1932 wurde er außerordentlicher Professor und 1946 ordentlicher Professor auf einem neuen Lehrstuhl für Hispanistik. Nach dem Tod Schädels 1926 übernahm er 1926 die Institutsleitung, die nun von der des Romanischen Seminars getrennt wurde. 1928 wurde das Iberoamerikanische Institut in eine Stiftung des bürgerlichen Rechts gewandelt und damit von der Universität getrennt. 1945 wurde es, nunmehr "Forschungsinstitut" betitelt, dem Seminar wieder angegliedert. Großmann leitete es bis 1970.
Von 1936 bis 1944 gab Großmann eine Ibero-amerikanische Rundschau heraus. Er gehörte damit zu der Gruppe von Romanisten, die sich für eine gegenwartsorientierte Forschung aussprachen, die im NS-Staat wegen der politischen Beziehungen zu Lateinamerika willkommen war. 

„Es wird ein bleibendes Ruhmesblatt in der Geschichte der italienischen und deutschen freiwilligen Verbände sein, die, wie die Legion Condor, das nationale Spanien in seinem Waffengang unterstützten, dass sie in diesem soldatischen Erziehungswerk des Caudillo mit Anfeuerung und Beispiel dabei waren und damit auch auf diesem Gebiet die Brücken schlugen, die auf weltanschaulichem und politischem Boden zwischen den drei befreundeten Mächten bereits bestanden.“

In einer 1943 gehaltenen Rede erklärte Grossmann:

„... dass Spanien durch Francos geniale Gestalt die endgültige Lösung im Sinne einer sieghaften aktivistischen Annäherung an das Ethos des deutschen Nationalsozialismus und des italienischen Faschismus erfährt.“

Im November 1933 unterzeichnete Großmann das Bekenntnis der deutschen Professoren zu Adolf Hitler.
Während des Studiums wurde er Mitglied der Turnerschaft Schaumburgia Marburg. Seit 1955 war Grossmann ein Mitglied im Wissenschaftlichen Beirat der Sachbuchreihe Rowohlts deutsche Enzyklopädie.
Rudolf Grossmann wurde auf dem Friedhof Ohlsdorf beigesetzt; die Grabstätte existiert nicht mehr.

## Schriften
- Spanien und das elisabethanische Drama. Hamburg 1920 (Diss. phil.)
- Das ausländische Sprachgut im Spanischen des Río de la Plata. Ein Beitrag zum Problem der argentinischen Nationalsprache, Hamburg 1926, Habil.-Schrift
- Praktisches Lehrbuch des Spanischen unter Berücksichtigung des südamerikanischen Sprachgebrauchs, Hamburg 1922
- Katalanische Lyrik der Gegenwart. Eine deutsche Auslese, Hamburg 1923
- La América española de hoy, Berlin 1930
- Slabý-Grossmann. Wörterbuch der spanischen und deutschen Sprache, Bd. 2: Deutsch-spanisch, Leipzig 1937 (6. Aufl., neu bearbeitet von Carlos Illig, Wiesbaden 2008)
- Der spanische Nationalcharakter. Vortrag, gehalten in Leipzig am 10. Januar 1943, Leipzig 1943
- Das geistige Ibero-Amerika von heute. Vortrag. Hamburg 1950
- Geschichte und Probleme der lateinamerikanischen Literatur. München 1969 (spanisch: Madrid 1972)
- Großmann war Mit-Begründer und Mit-Hg. von Romanistisches Jahrbuch